# 폴리에틸렌
폴리에틸렌(영어: polyethylene)은 열가소성 플라스틱의 하나로 가볍고 유연하며, 왁스와 같은 느낌이 난다. 공업 재료부터 일용 잡화까지, 생활의 구석구석에서 사용되고 있는 범용 플라스틱으로, 병·포장재·전기절연체로 많이 사용된다. 석유화학공업의 인기품으로, 범용 플라스틱의 대표적인 존재로 각광 받게 되었다.

## 종류와 제법
폴리에틸렌은 제조방법 및 성능에서, 고압법 폴리에틸렌(저밀도 폴리에틸렌 혹은 연질 폴리에틸렌)과 중저압 폴리에틸렌(고밀도 폴리에틸렌 또는 경질 폴리에틸렌)으로 크게 나눈다. 그러면서 현재는 제조기술의 현격한 혁신에 의해서, 중저압법에 의한 저밀도 폴리에틸렌의 제조도 가능하게 되고 고압법 폴리에틸렌, 중저압법 폴리에틸렌의 개념은 명확하지 않게 되어가고 있다. 또한 폴리에틸렌은 폴리프로필렌, 기타의 올레핀계 폴리머와 합쳐서 폴리올레핀이라고 총괄해서 부르게 되었다.

### 고압법 폴리에틸렌
정제한 에틸렌 가스에 소량의 산소 또는 과산화물을 첨가, 2,000 기압 정도로 가압하여 200°C 정도로 가열하면 밀도가 0.915~0.925의 저밀도 폴리에틸렌(LDPE)이 생긴다. 이 중합법은 이른바 괴상중합이며, ICI법이라고도 불리는, 역사적으로 가장 오랜 에틸렌의 중합법이다. 중합장치에는 중합열을 제거하는 연구가 필요하며 또한 고중합률에 이르면 가교 폴리머를 생성하기 쉽기 때문에 전화율은 20% 정도로 억제할 필요가 있다. 중합압력이 높을수록 고분자량의 폴리머를 얻을 수 있다.  현재는 ICI법에서 파생한 갖가지의 고압중합법이 공업적으로 실시되고 있다.

### 중압법 폴리에틸렌
고압법의 발견 이래, 보다 저압으로 에틸렌을 중합하려는 연구가 많이 있어 왔다. 필립스(Philips) 법은 촉매로서 SiO2-Al2O3담체에 CrO3를 2~3% 부착시킨 것을 사용, 100~170°C, 수십기압, 펜턴 등의 용매 속에 이루어진다. 얻어지는 폴리에틸렌의 분자량은 10,000~140,000이다. 또한 촉매를 개량하고 현탁중합형의 슬러리법도 개발되고 있다.
Standard Oil법은 γ-Al2O3가 갖고 있는 MoO3를 촉매로 하고 용매에는 벤젠을 이용, 200~250°C, 15~150기압으로 중합을 하고 폴리에틸렌의 분자량은 넓은 범위에서 조절이 가능하다. 중압법 폴리에틸렌의 분자에는 고압법의 것에 비해서 주쇄에 분기가 거의 없고, 중압법에서는 연화점이나 강성이 큰 고밀도(0.955~0.965)의 품종(HDPE)을 얻을 수 있다.

### 저압법 폴리에틸렌
치글러가 개발한 획기적인 유기금속 촉매인 TiCl4를 탄화수소 용매로 분쇄하여 90°C 이하에서 상압의 에틸렌 가스를 통하면, 슬러리상 폴리에틸렌이 생성된다. 중합은 아니온 기구로 진행되며 활성점은 Ti에 있다. 생성한 폴리에틸렌의 분자량은 300,000에 이르고 분기가 적은 직쇄상의 것(linear PE)을 얻을 수 있다. 최근에는 고활성인 Ziegler 촉매도 개발되고 Ti 1밀리몰 당 30~40kg의 에틸렌을 얻을 수 있고 촉매의 제거도 불필요하게 되었다. 저압법으로 얻어지는 폴리에틸렌은 중압법에 의한 것과 성상에 유사하기 때문에 일괄해서 중저압법 폴리에틸렌이라고 부르는 일이 많다.

### 기상법 폴리에틸렌
미국의 유니언 카바이드사가 기상법이라고 부르는 새로운 폴리에틸렌의 제조법을 개발하였다. 이것은 가스로 촉매를 분사, 부유시켜 드럼 같은 반응조에 에틸렌을 중합하고 중저압에서 저밀도 폴리에틸렌을 합성하는 방법이며, 지금까지 수천기압을 요한 중압을 겨우 수십기압에서 하고 같은 성상의 폴리머를 얻는다는 획기적인 방법이다. 이 기상법은 용매를 사용하지 않고 기상유동상에서 중합시키는, 가장 간소한 프로세스이며, 종래의 고압법에 비하여 설비비는 1/2, 에너지소비량은 1/4로 저하된다는 것이다.
얻어낸 폴리에틸렌은 직쇄상 저밀도 폴리에틸렌(Linear LDPE;L-LDPE)이라고 불리며 종래의 고압법에 의한 저밀도 폴리에틸렌(고압법 LDPE)과 같은 밀도수준을 가지면서 많은 특징이 있는 뛰어난 물성을 나타내는 소재로 주목되고 있다.

## 용도
각종 용기, 포장용 필름, 섬유, 파이프, 패킹, 도료 등에 사용된다. 버킷·컵 등은 압출성형(壓出成形)으로 만들어지고, 공업 약품용 용기, 액체세제 용기 등은 중공성형(中空成型)으로 만들어진다. 섬유는 데니어당 9g의 높은 인장력을 가지며, 주로 공업용 로프 등이 만들어진다. 최근에는 포장용 필름이 많이 생산된다.

## 같이 보기
- 플라스틱
- 폴리프로필렌
- 폴리에틸렌 테레프탈레이트
- 폴리올레핀